# Wallonie libre
Wallonie libre of Vrij Wallonië is een kleine politieke beweging in België. Deze organisatie zou gesticht zijn op 18 juni 1940 tijdens een spontane manifestatie op het slagveld van Waterloo (Waals-Brabant), daar waar Napoleon in 1815 verslagen werd door de legers van Engeland, Pruisen en Rusland. Waalse nationalisten, de zogenaamde Wallinganten, gebruikten tijdens het Interbellum de vlaktes van Waterloo als locatie voor propagandistische doeleinden, alsook voor de organisatie van meetings, evenementen en betogingen. Wallonie libre is een rattachistische organisatie die strijdt voor de hereniging van Frankrijk en Wallonië.
Doorheen de Belgische geschiedenis is Wallonie libre bekend als de enige echte "Wallingante" beweging, althans zeker toch als de grootste. Zij organiseerde ook het combat wallon, dat uiteindelijk in 1980 zou leiden tot een Waals ledencongres over de toekomst van België. Op dat congres werd onomwonden de onafhankelijkheid van Wallonië geëist.
De bekendste realisaties van deze organisatie waren het aanstoken van de rellen in 1949 tijdens de Koningskwestie, het organiseren van een jaarlijks Nationaal Waals Congres en het aanwakkeren van de stakingen tijdens de winters van 1960 en 1961, als reactie op het goedkeuren van de Eenheidswet.
Wallonie libre stelt zichzelf voor als de oudste verzetsorganisatie in België.